# Ельский, Михаил Карлович
Михаил Ксаверий Сигизмунд Ельский (бел. Міхал Ксаверы Зыгмунт Ельскі; 8 октября 1831, Дудичи, Минская губерния — 12 января 1904, Русиновичи, Минская губерния) — скрипач, композитор, музыкальный писатель.

## Биография
Дедушка Михаила Ельского Станислав был Пятигорским полковником во времена С. А. Понятовского и состоял был в браке с Розой Прозор, дочерью витебского воеводы. Сын Розы и Станислава Кароль, владелец поместий Дудичи и Замостье, был скрипачом-любителем, получил в своё время профессиональную подготовку в известных музыкантов Кифелинга и Дещинского, написал несколько произведений для скрипки, в том числе и «Полонез 1837 года», женился на гувернантке Людвике Штайбух, с которой в браке у них родились четверо детей:
- Михаил — музыкант и композитор, следующий владелец дворцово-паркового комплекса Дудичи;
- Александр — владелец Замостья;
- Юзеф (погиб в молодом возрасте во время службы в русском войске в Сибири);
- Станислава, в браке Грушвицкая.

В 1845—1847 учился в гимназии в городе Лазденене (Восточная Пруссия), где брал уроки в скрипача Эндома. В 1847 он вернулся в родительский дом и продолжил обучение у опытного скрипача, выдающегося певца, композитора и педагога Константина Кжиженовского. Кжиженовский приглашал Михаила для совместных выступлений. И уже первый концерт принёс успех молодому дарованию. Для совершенствования музыкального мастерства отец отправил сына в Вильне, где он брал уроки в известного скрипача-виртуоза В. Банькевича. Занятия музыкой Михаил Ельский совмещал с учёбой в Виленском дворянском институте, который закончил в 1849 году.
В 1849 году Михаил Ельский переехал в Киев, где в качестве вольного слушателя посещал лекции по правоведению в Киевским университете и одновременно работал юристом в суде. Работа не устраивала его, и в скором времени Ельский решил заняться профессиональной композиторской и исполнительной деятельностью. Он давал концерты в Киеве и Минске и современем становился всё более и более известным. В 1852 году в Киеве в издательстве Антона Каципинского были опубликованы первые произведении Михаила Ельского «Скрипичные миниатюры». В 1860 году Ельский выехал для совершенствования исполнительного мастерства и музыкального образования за границу. Выступления прошли в Кракове, Вроцлаве, Париже, Франкфурте-на-Майне, Мюнхене, Берлине. Бывало, что во время своего пребывания в Париже он брал уроки у известного бельгийского виртуоза Анри Вьётана, а в Мюнхене оттачивал мастерство под руководством известного немецкого композитора и дирижёра Франца Лахнера. Репертуар М. Ельскога состоял в то время из наиболее известных произведений скрипичной музыки Баха, Паганини, Вьётана, Эрнста, Липинского, Шпора и собственных музыкальных произведений.
В 1862 году Михаил Ельский поселился в Дудичах, откуда часто выезжал с концертами в Минск и Вильнюс. В 1884 году прошли выступления в Варшавском музыкальным обществе, потом он провёл новое турне по Германии. В 1902 году большим концертом в Дудичах он отпраздновал 50 лет своей концертной деятельности.
Первая жена — Елена Козел, вторая — Мария Баранович, с которой у них появилась на свет дочь София.

## Творчество
Активно принимал участие в общественной жизни, благотворительных концертах, был одним из создателей в 1880 году Минского музыкально-литературного общество. Собрал и записал десятки народных мелодий. В рукописи сохранилась его работа «Народные танцы Минской губернии» (сейчас хранится в Варшавском университете). Автор около 100 музыкальных произведений, среди них — два скрипичных концерта, фантазии на оригинальные темы, фантазии на темы польских народных мелодий, соната-фантазия, фантазия «Весна», концертные мазурки, большое количество полонезов, вариаций, миниатюр. По наше время фантазии Ельского на оригинальные темы критики оценивают блестяще.
Автор ряда артикулов и очерков для польской газеты «Ruch muzyczny» («Музыкальное движение») о композиторах и музыкантах, о разных других лицах и фактах отечественной музыкальной истории. Среди них — артикулы «Несколько воспоминаний из музыкального прошлого Литвы», «З нагоды скрыпічнай методыкі», «Сравнение Паганини с Липинским и несколько слов о скрипичной музыке». В 1899 в Минске вышла его работа «Изучение музыки» («Studya myzuczne»), в которой нашли отражение его взгляды на музыку как на специфический художественный жанр.